# Roestruggors
De roestruggors (Aimophila rufescens) is een vogelsoort uit de familie Passerellidae. 

## Verspreiding en leefgebied
De soort telt zeven ondersoorten:
- A. r. antonensis: noordelijk deel van Centraal-Sonora.
- A. r. mcleodii: van oostelijk Sonora en westelijk Chihuahua tot noordelijk Sinaloa en noordwestelijk Durango.
- A. r. rufescens: westelijk en zuidwestelijk Mexico.
- A. r. pyrgitoides: binnenlandse hooglanden van noordelijk en centraal El Salvador en centraal Honduras.
- A. r. discolor: noordelijk Honduras en noordoostelijk Nicaragua.
- A. r. pectoralis:  'Pacific slope'  van zuidwestelijk El Salvador, zuidoostelijk El Salvador en zuidelijk Honduras.
- A. r. hypaethra: noordwestelijk Costa Rica.